# (8554) Gabreta
(8554) Gabreta est un astéroïde de la ceinture principale.

## Description
(8554) Gabreta est un astéroïde de la ceinture principale. Il fut découvert le 25 mai 1995 à l'Observatoire Kleť par Miloš Tichý. Il présente une orbite caractérisée par un demi-grand axe de 2,21 UA, une excentricité de 0,09 et une inclinaison de 1,9° par rapport à l'écliptique.

## Compléments